# Hypeugoa orientalis
Hypeugoa orientalis là một loài bướm đêm thuộc phân họ Arctiinae, họ Erebidae.